# Société alsacienne de constructions mécaniques
La Société alsacienne de constructions mécaniques (SACM) est une ancienne société industrielle française dont le siège social était à Mulhouse. Elle a produit des locomotives. La SACM a fabriqué aussi la première pile atomique à Marcoule, des machines textiles pour filatures coton et laine, des métiers à tisser, des machines à imprimer tissus et papier, des moteurs Diesel, des groupes électrogènes, des chaudières, du matériel pour levage, pesage et signalisation, des machines-outils, du matériel de mines, des câbles à Clichy, des téléscripteurs, et des armes.

## Histoire

### Production de locomotives à vapeur

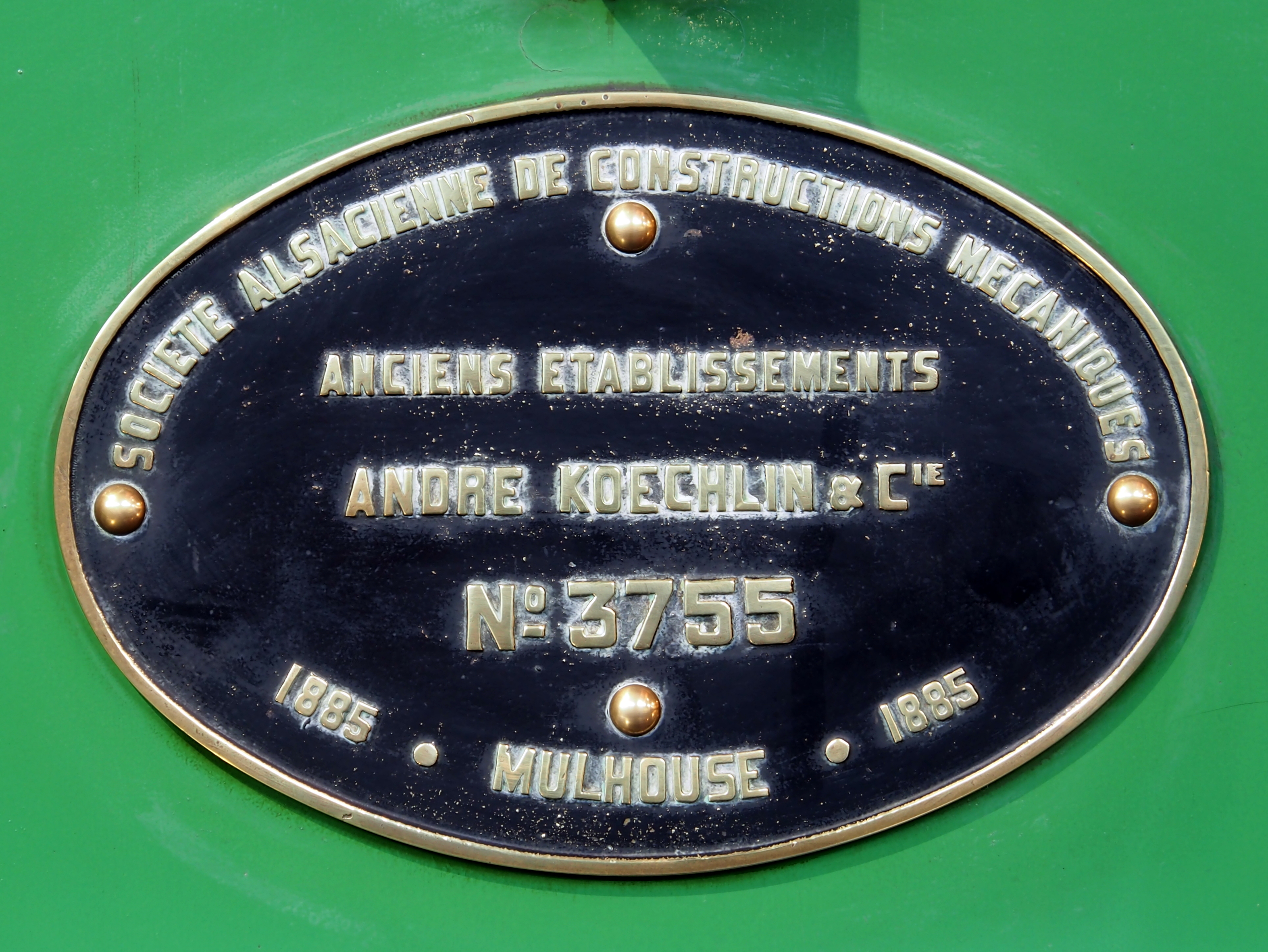
Plaque SACM.

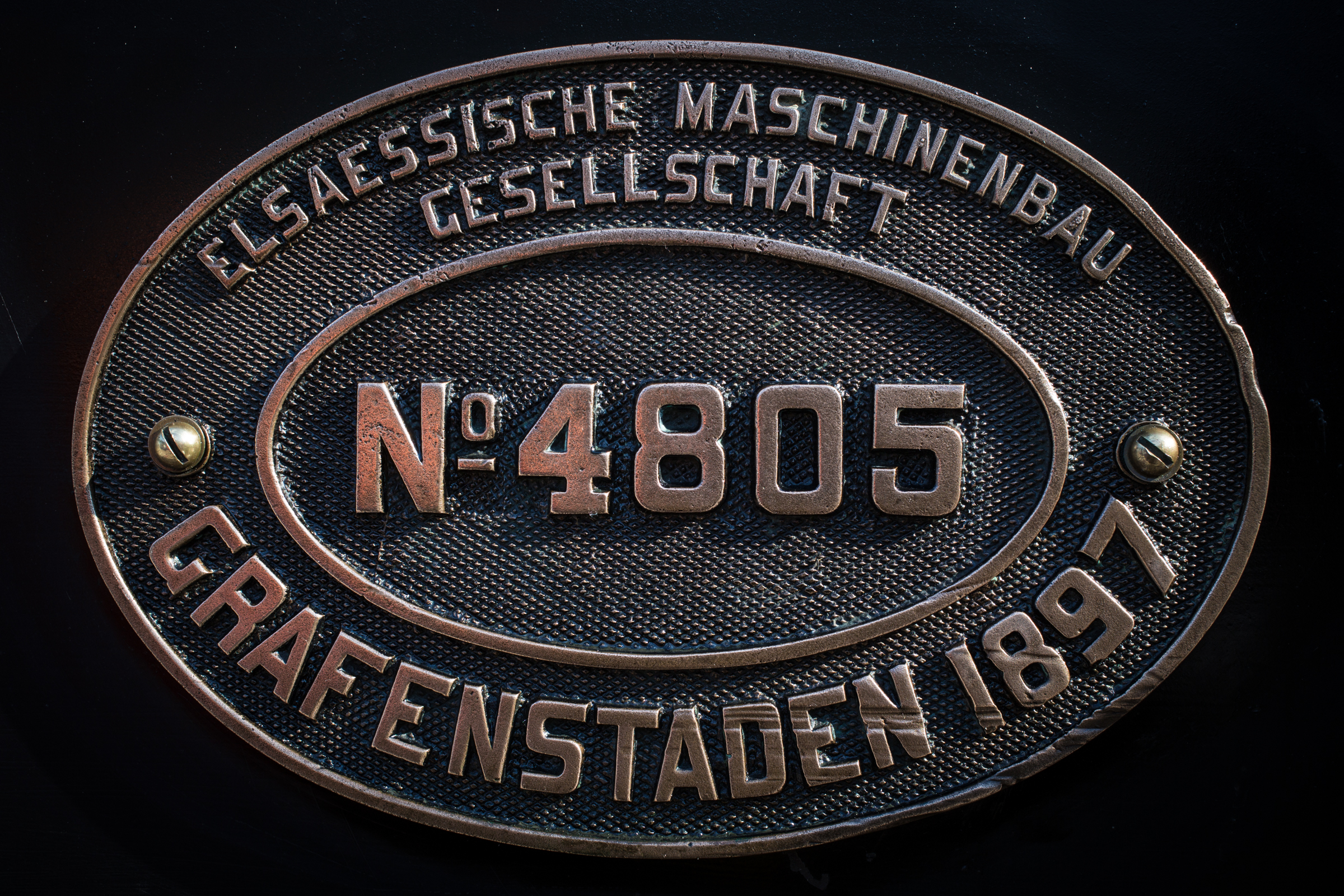
Plaque Elsaessische Maschinenbau Gesellschaft NR 4805.

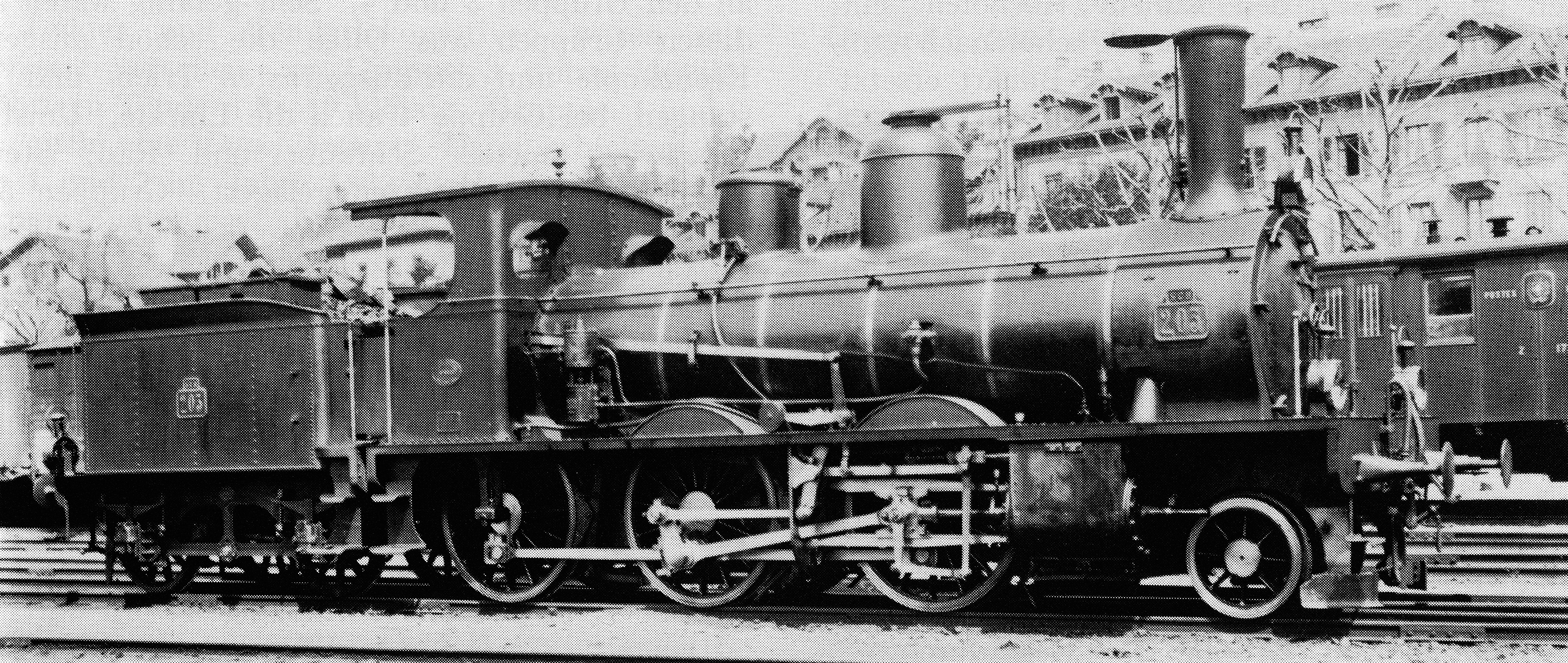
Locomotive A3T n°. 203 des Schweizerischen Centralbahn, construite en 1892 à Belfort.

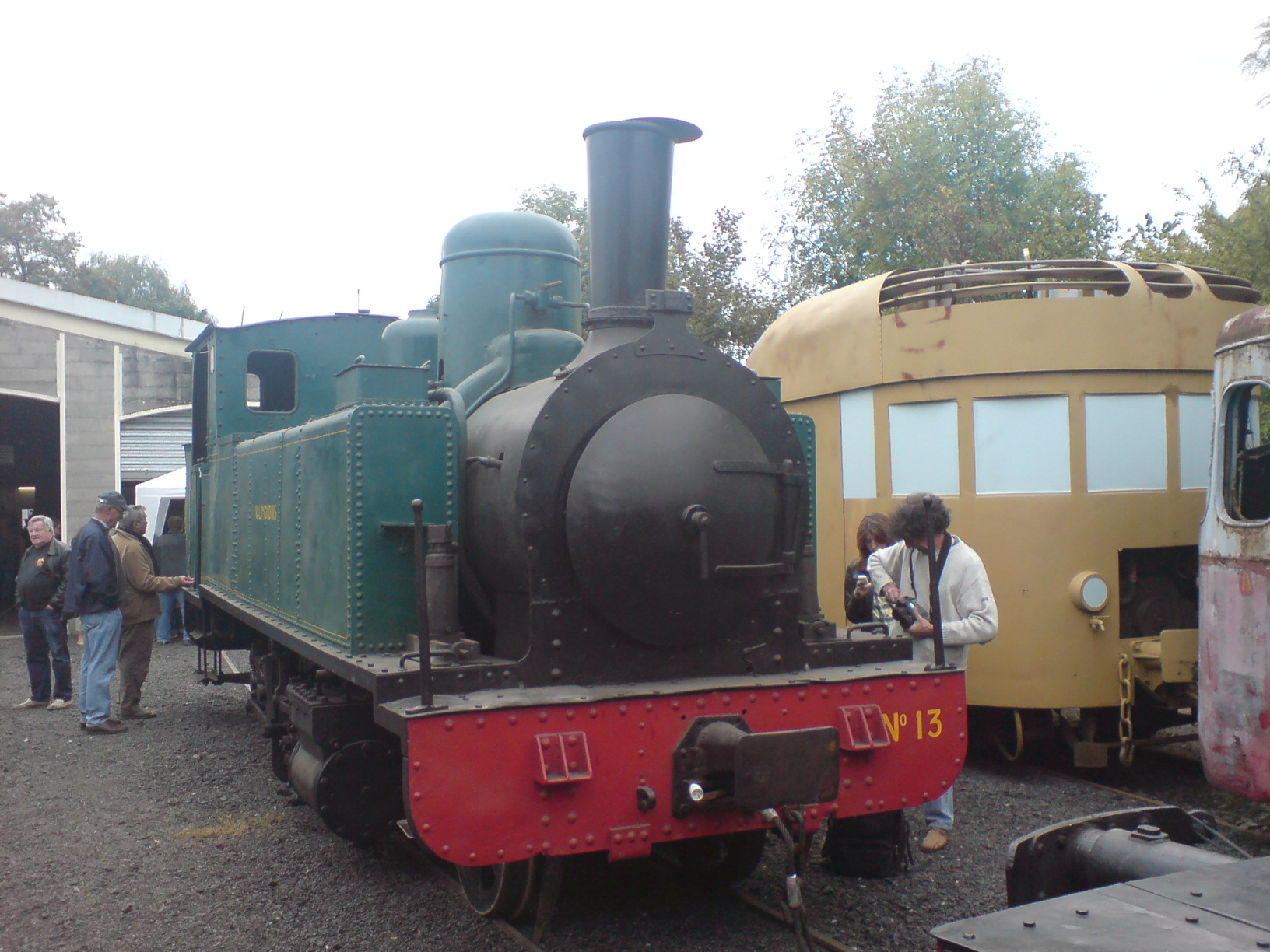
Locomotive SACM type 130T, à voie métrique du MTVS n° (7381/1924).

En 1839, André Koechlin, après avoir produit des machines textiles depuis 1826, ouvre l'atelier de construction mécanique André Koechlin & Cie pour la production de locomotive à Mulhouse. Cette industrie est alimentée par les houillères de Ronchamp, dont les principaux actionnaires sont des industriels alsaciens.
En 1871, l'annexion de l'Alsace-Lorraine par l'Allemagne, entraîne le repli d'une partie de la production à Belfort.
En 1872, l'entreprise Koechlin fusionne avec les « Ateliers de Graffenstaden » appartenant à Alfred Renouard de Bussierre, entraînant la disparition sociale de la société André Koechlin, pour créer la Société alsacienne de constructions mécaniques (SACM). Divisée en deux, la société conservait ses installations côté français mais également allemands sous le nom d'Elsässische Maschinenbau-Gesellschaft Grafenstaden (EMBG)[réf. nécessaire].
La production des locomotives s'effectue sur trois sites :
- Graffenstaden (code interne UG) et Mulhouse (code interne UM) pour la production allemande ;
- Belfort (code interne UB) pour la production française.

Pour les modèles exportés, il en va de même, suivant l'origine de la commande.
En 1890, la SACM se transforme en société de droit allemand sous la raison sociale d’Elsässische Maschinenbau Gesellschaft (ELMAG).
En 1912, lors de « l'affaire de Graffenstaden », les ouvriers de l'usine Graffenstaden qui avaient chanté La Marseillaise sont accusés d'agitations anti-allemandes et obligés d'accepter le remplacement de leur patron, jugé trop francophile, par un directeur allemand sous peine de ne plus obtenir de commandes,.
En janvier 1913, à la suite de cette affaire, la société est scindée en deux entités de nationalité différente : l'ELMAG, qui conservait les usines de Mulhouse et de Graffenstaden et la Société alsacienne de constructions mécaniques de Belfort.
Après la Première Guerre mondiale, l'organisation est la suivante :
- les usines de Mulhouse et Graffenstaden sont reconverties pour la production française de locomotives à vapeur ;

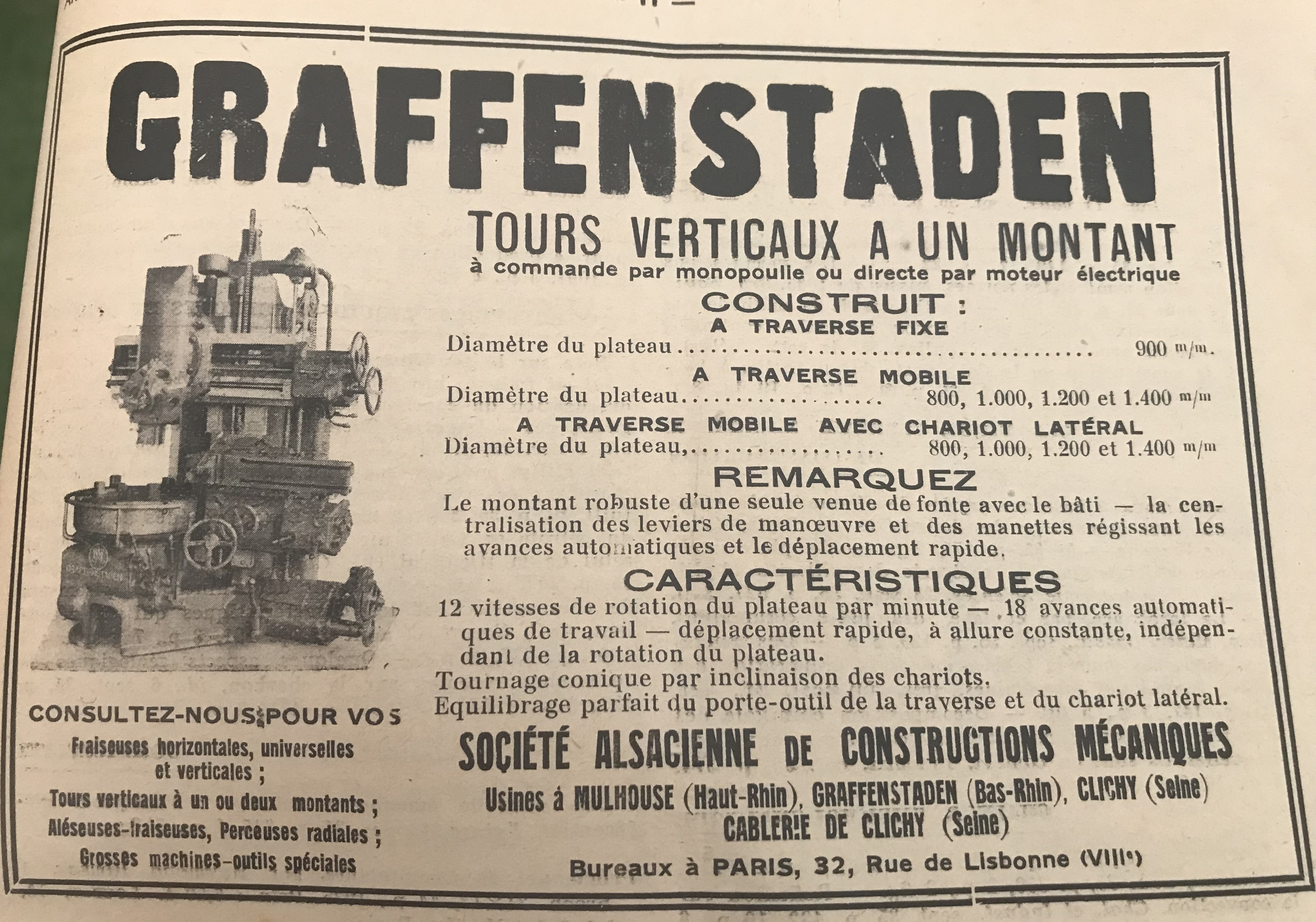
Publicité pour les machines-outils Graffenstaden, 1936

- Publicité pour les machines-outils Graffenstaden, 1936l'usine de Belfort se spécialise dans la construction de locomotives électriques.

En 1940, l'Alsace et la Lorraine sont annexées au Reich Allemand. La production de locomotives pour l'Allemagne commence:
- type 150 série BR 44 ;
- type 150 série BR 50 ;
- type 150 série BR 52.

### Production de locomotives électriques
À partir de 1893, la traction électrique ferroviaire commence à prendre un certain essor, l'Américain General Electric s'associe à la Compagnie française Thomson-Houston. À partir de 1923, la SACM est dirigé par Arthur Bommelaer, ingénieur de la Marine.
En 1928, Thomson-Houston fusionne avec une partie de la SACM pour former une nouvelle entreprise. Ce sera Als-Thom, dénommée ensuite Alsthom, correspondant à la contraction d'ALSacienne-THOMson.
Les activités sont alors séparées entre les firmes SACM et Alsthom.

### Production de Automobiles électriques

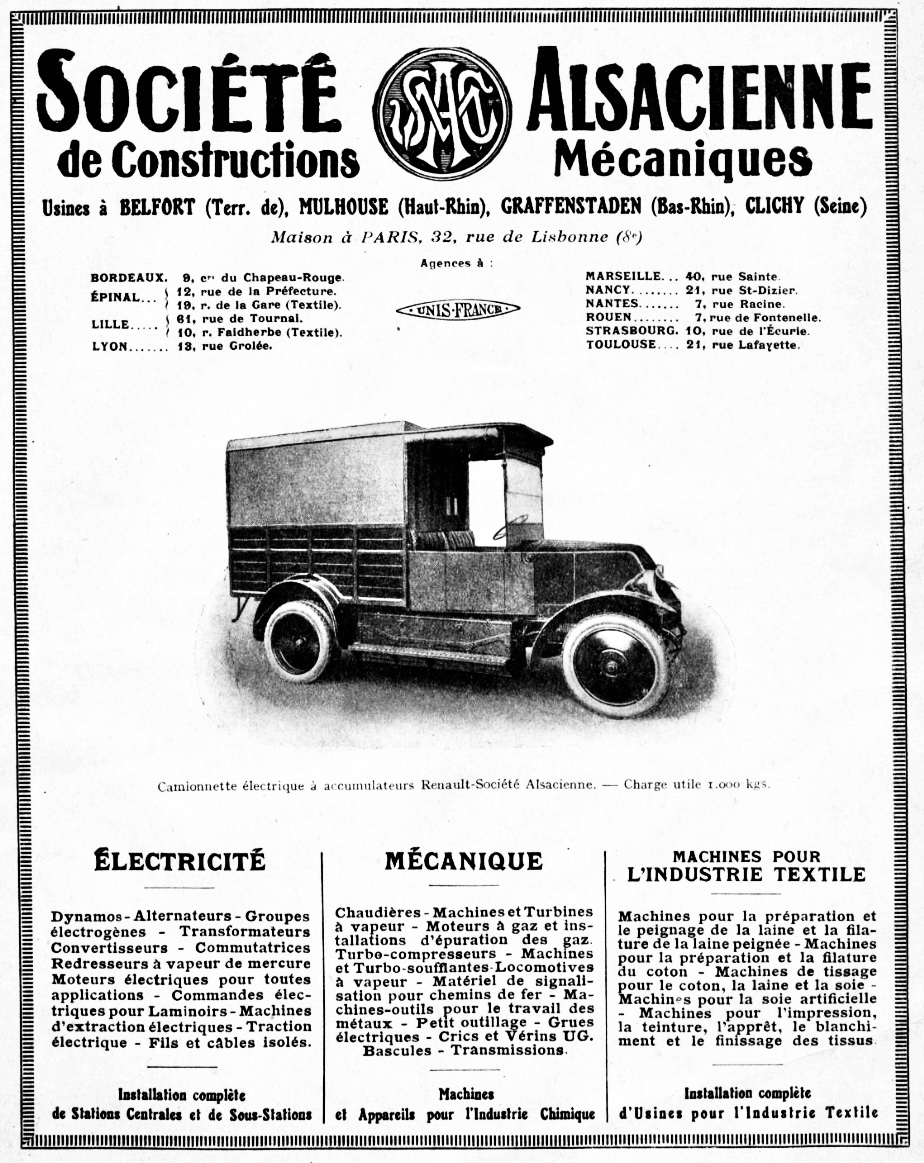
Renault-S.A.C.M.

Dans les années 1920, il y a eu une coopération avec Renault dans la production de certains véhicules purement électriques.

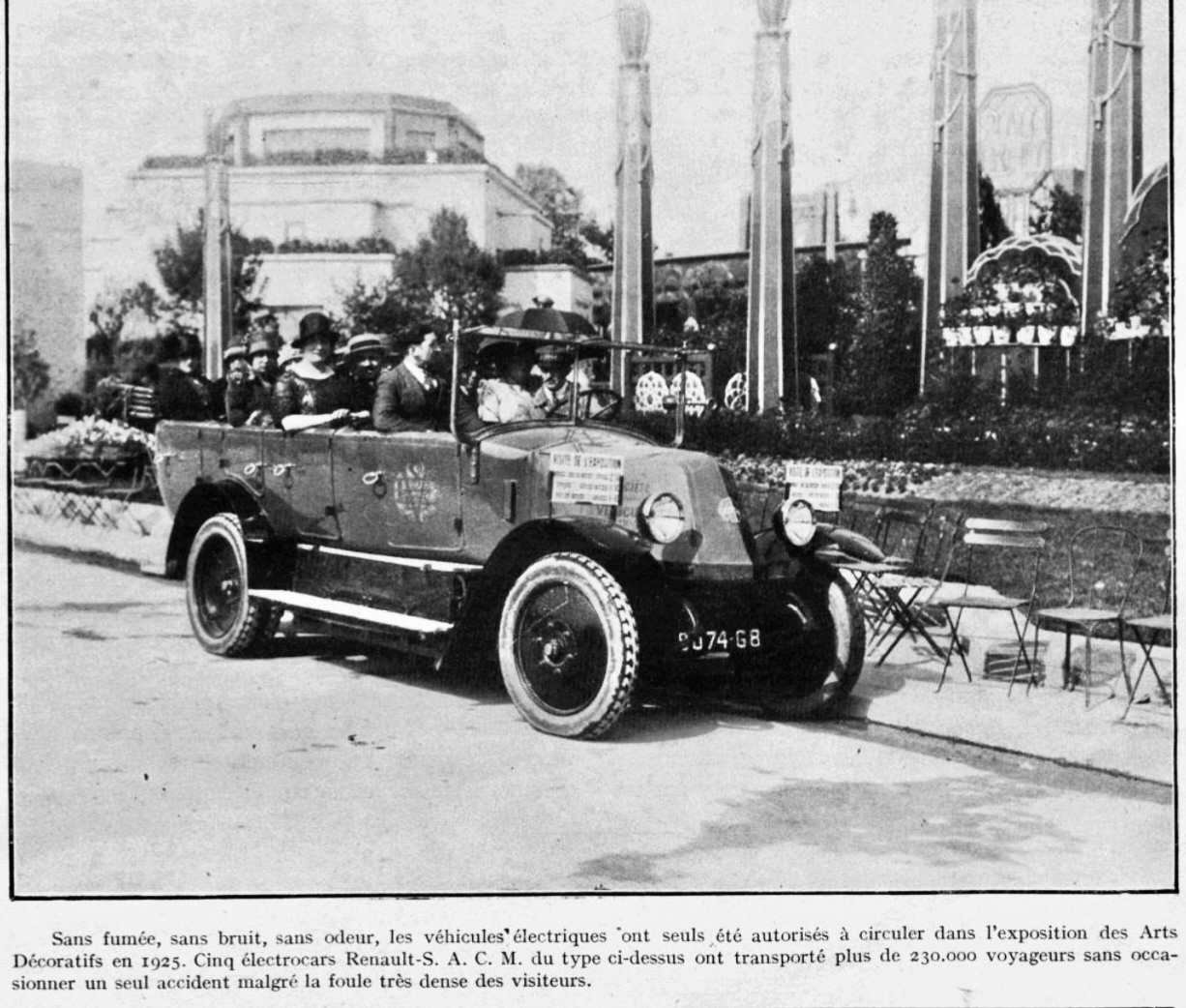
Renault-S.A.C.M. (1925).
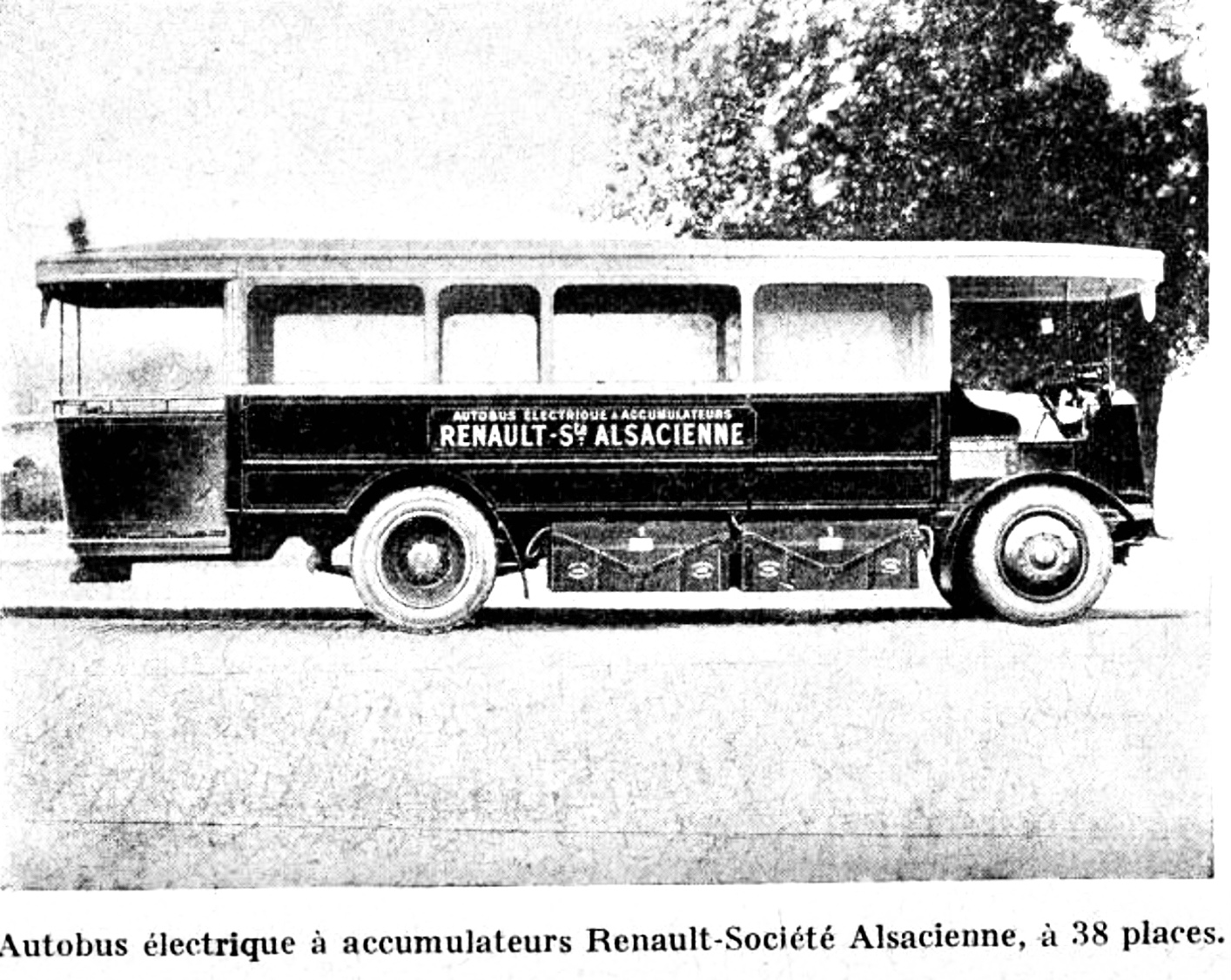
Renault-S.A.C.M. Omnibus (1928)[15].

### Évolution de l'établissement

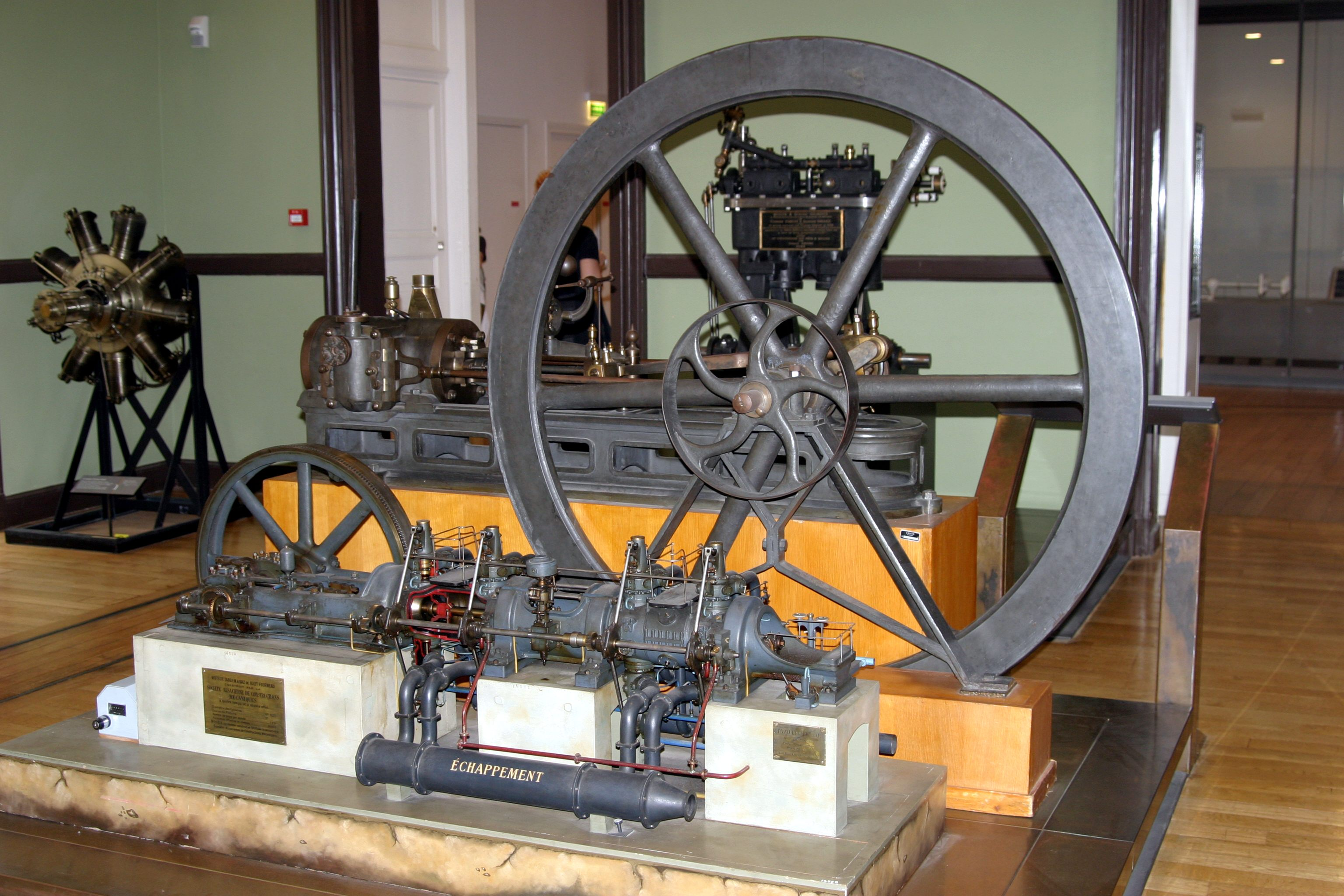
Moteur à gaz SACM dans le Musée des arts et métiers à Paris, ca. 1870

L'usine de Mulhouse connait des grèves en 1936, ensuite la fonderie mécanisée est délocalisée à Masevaux et le bâtiment reconverti en magasins et atelier de découpe.
En 1940, l'usine d'Illkirch-Graffenstaden est placée sous le contrôle de la Magdeburger Werkzeugmaschinenfabrik. Elle produit des tours Magdebourg pour diverses usines d'armement mais continue la fabrication des locomotives. La Deutsche Arbeitsfront (DAF), le front allemand du travail est immédiatement mis en place dans l'entreprise par l'encadrement de la Magdeburger.
Des apprentis et des salariés créent le groupe de résistance Feuille de Lierre. Les réunions ont lieu au sein de l'entreprise. Il est démantelé en juillet 1941 par les allemands et ses membres sont internés au camp de sureté de Schirmeck. À leur sortie, ils sont incorporés de force dans le Reicharbeitsdienst (RAD) puis dans la Wehrmacht.
En 1942, avec le lancement du programme Kriegslokomotive (locomotive de guerre) par Albert Speer, la SACM produit 139 engins sur les 7 500 produites par la quinzaine d'usines du Reich pendant la seconde guerre mondiale. 6 000 personnes travaillent à Illkirch-Graffenstaden majoritairement des prisonniers russes ou ukrainiens mais l'entreprise embauche aussi un grand nombre d'apprentis.
En 1951, la SACM commence la fabrication, sous licence MAREP, des moteurs Diesel MGO.
En 1962, Gilbert Bitsch, ancien élève HEC, ouvre la comptabilité en grandes entreprises à la mécanographie de la SACM de Mulhouse par une tabulatrice IBM 421 et crée ainsi la première machine comptable de l'histoire de la bureautique.
En 1966, l'entreprise devient filiale de la Société Hispano-Alsacienne de Constructions Mécaniques (SHACM), puis de la Société Alsacienne de Participations Industrielles (ALSPI).
En 1966, Jean Rottner, ancien élève de l'École polytechnique, ouvre la gestion des approvisionnements et de la production par les principes d'ordonnancement en programmation dynamique, ce qui ouvre la gestion des stocks aux flux tendus.
En 1970, la création de la société Alcatel est obtenue par fusion de :
- la Compagnie industrielle de téléphone (CIT), filiale de la CGE (Compagnie générale d'électricité). Après séparation avec Alsthom elle deviendra  Alcatel,
- du département ENTE (Énergie nucléaire télécommunications et électronique) de la SACM.

En 1982, la SACM filialise son département de construction de machines textiles en dissociant les branches de construction de moteurs (SACM-M) et de machines textiles (SACM-T), La SACM-T ferme ses portes en août 1986.
En 1989, la SACM-M devient SACM-DIESEL, après sa fusion-absorption avec les filiales : 
- la Société Surgérienne de Construction Mécanique (SSCM), moteurs Poyaud,
- les bureaux d'études et les sociétés commerciales BUDI et GROSSOL.

SACM-DIESEL, devient aussi, filiale à parité de parts dans le capital, des sociétés :
- (ALSPI), Société Alsacienne de Participations Industrielles.
- Wärtsilä Diesel, premier constructeur mondial de gros moteurs industriels Diesel et à gaz.

En 1993, l'entreprise change de raison sociale en devenant Wärtsilä SACM Diesel, le groupe finlandais « Wärtsilä Diesel » prenant le contrôle total de l'entreprise mulhousienne.
De 1995 à 2000, une coentreprise associe les deux constructeurs de moteurs diesels Wärtsilä et Cummins, l'entreprise porte alors le nom de « Cummins-Wärtsilä ». Après la séparation de Cummins et Wärtsilä, le site de Mulhouse reste dans le giron du groupe finlandais. Le dernier secteur Diesel ferme au début des années 2000.
Depuis la fin des activités, une partie des friches qui abritait les installations de la fonderie, a été réhabilitée en une extension de l'université de Haute-Alsace, tandis que le bâtiment B23, où étaient alors situés les ateliers de montage de moteurs Diesel, est aujourd'hui le siège de KMØ , un écosystème original regroupant des acteurs de l'industrie et du numérique, des espaces de cotravail (coworking), un incubateur de startups et plusieurs instituts de formations innovantes.

## Les moteurs Diesel MGO/AGO
À partir de 1951 et construits à Mulhouse, ces moteurs Diesel, du type bielle-biellette, ont été vendus dans le monde entier, principalement pour équiper :
- des propulsions de bateau,
- des locomotives et autorails,
- des groupes moto-pompes pour pipelines,
- des groupes électrogènes à usage terrestre ou pour navires.

Les plus puissants, turbo-compressés, développaient une puissance de plusieurs milliers de chevaux.
Les moteurs étaient souvent réalisés sur commande, avec de nombreuses spécificités, dont leur couleur !
- Démarrage électrique ou à air comprimé.
- Turbo-comprimés ou non, Intercooler ou non.
- Montée en charge ultra-rapide pour des groupes électrogènes de secours de centrales nucléaires et d'hôpitaux.
- Alimentation mixtes gaz naturel / gazole.

Trois gammes étaient proposées : 
- MGO (MAREP Grosshans Ollier) : 175 mm d'alésage, de 6 à 16 cylindres.
- AGO (Alsacienne Grosshans Ollier) :195 mm d'alésage, de 12 à 16 cylindres.
- AGO (Alsacienne Grosshans Ollier) : 240 mm d'alésage, de 12 à 20 cylindres.

Des études ont été menées avec l'Université de Haute-Alsace pour moderniser ces moteurs, en particulier de faire fonctionner les soupapes par commande électronique. Une turbine fonctionnant au gazole a aussi été à l'étude et un prototype réalisé.

## Les armes

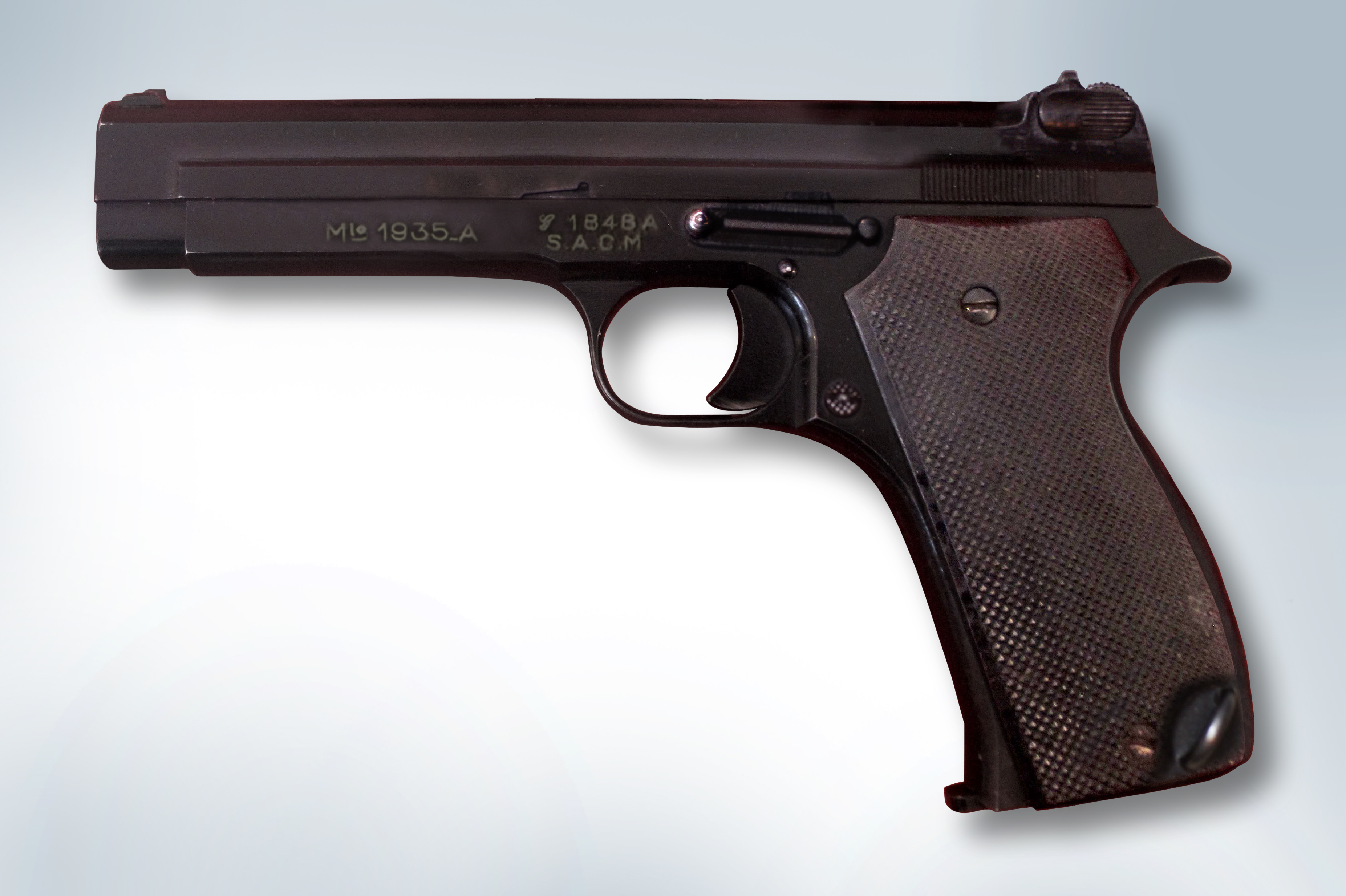
Pistolet SACM 1935A.

Le pistolet automatique Modèle 1935A fut règlementaire dans l'Armée française de 1937 à 1962. Conçu par l'ingénieur franco-suisse Charles Petter, le 1935A fut produit par l'usine de Cholet de la SACM en 85 000 exemplaires. La production du PA 35A débuta en 1937, mais les premières armes ne furent livrées que durant l'été 1939. L'occupant allemand l'adopta également sous le nom de Pistole 625 (f). Entre 1946 et 1950, l'usine de Cholet en livra 50 400 exemplaires neufs.